# Talos (syn Perdiks)
Talos (także Perdiks, Kalos; gr. Τάλως Tálōs, łac. Talus, gr. Πέρδιξ Pérdiks, łac. Perdix ‘kuropatwa’, gr. Κάλως Kálōs) – w mitologii greckiej uczeń Dedala.
Uchodził za syna Perdiks i siostrzeńca Dedala. Przewyższył umiejętności (pomysłowość, zręczność) swojego mistrza. Wuj z zazdrości zepchnął go ze szczytu Akropolu. W nagrodę za jego mądrość i talent, Atena zamieniła go w przepiórkę.
Jemu przypisywano wynalezienie piły (wzorował się na szczęce węża) i koła garncarskiego.